# Eusebio Vélez Mendizábal
Eusebio Vélez Mendizábal (castellà: Eusebio Vélez de Mendizábal)  (Durana, 28 de març de 1935 - Vitòria, 16 de juny de 2020)
 va ser un ciclista basc, que fou professional entre 1958 i 1969 i director de l'equip ciclista Kas entre 1973 i 1978, els anys de majors èxits d'aquest equip.
Destaquen les seves actuacions a la Volta a Espanya, en la qual pujà dues vegades al podi i guanyà una etapa. Al Giro d'Itàlia, acabà una vegada entre els 10 primers, mentre que mai finalitzà cap de les seves participacions en el Tour de França.

## Palmarès
- 1962
  - 1r al Gran Premi Ajuntament de Bilbao
  - 1r al Campionat d'Espanya de contrarellotge per regions, amb Biscaia
- 1963
  - 1r a la Klasika Primavera
  - 1r al Circuit Urbà de Burgos
  - 1r a la Vuelta a La Reigada
  - 1r al Circuito Montañés i vencedor d'una etapa
- 1964
  - 1r a la Klasika Primavera
  - 1r al Gran Premi Astorga
  - Vencedor d'una etapa a la Volta a Espanya
  - Vencedor d'una etapa a la Volta a Llevant
- 1965
  - 1r al Campionat Basco-navarrès de muntanya
  - Vencedor d'una etapa de l'Euskal Bizikleta
- 1966
  - 1r al Gran Premi de la Bicicleta Eibarresa i vencedor d'una etapa
  - 1r a la Pujada a Urkiola
  - 1r a la Vuelta a La Reigada
  - 1r al Gran Premi Rodolfo Gonzalez
- 1968
  - 1r a la Klasika Primavera
- 1969
  - 1r a l'Amorebieta-Urkiola (G.P.Amistad)

### Resultats al Tour de França
- 1963. Abandona (10a etapa)
- 1964. Abandona (9a etapa)
- 1965. Abandona (10a etapa)
- 1966. Abandona (11a etapa)

### Resultats a la Volta a Espanya
- 1961. Abandona
- 1962. 11è de la classificació general
- 1963. 7è de la classificació general
- 1964. 4t de la classificació general. Vencedor d'una etapa. Porta el mallot groc durant 1 etapa
- 1965. Abandona
- 1966. 2n de la classificació general
- 1967. 17è de la classificació general
- 1968. 3r de la classificació general
- 1969. 10è de la classificació general

### Resultats al Giro d'Itàlia
- 1967. 10è de la classificació general
- 1968. 14è de la classificació general